# Ronald Jones (Leichtathlet)
Ronald „Ron“ Jones MBE (* 19. August 1934 in Aberdare, Wales; † 30. Dezember 2021 in Cambridge, England) war ein britischer Sprinter und Fußballfunktionär.

## Karriere
Ronald Jones startete für die Cardiff Birchgrove Harriers und konnte 1956 seinen ersten walisischen Sprintmeistertitel gewinnen. In der Zeit bis 1970 folgten 12 Weitere. Damit ist er nationaler Rekordhalter.
Bei den British Empire and Commonwealth Games 1958 in Cardiff kam er mit der walisischen 4-mal-110-Yards-Stafette auf den fünften Platz.
1962 gewann er bei den Europameisterschaften in Belgrad mit der britischen Mannschaft Bronze in der 4-mal-100-Meter-Staffel und bei den British Empire and Commonwealth Games in Perth ebenfalls Bronze mit der walisischen 4-mal-110-Yards-Stafette. 1963 stellte Jones mit der britischen 4-mal-110-Yards-Staffel einen neuen Weltrekord auf.
Bei den Olympischen Spielen 1964 in Tokio wurde er im 4-mal-100-Meter-Staffelwettkampf mit der britischen Stafette Achter.
1966 wurde er bei den British Empire and Commonwealth Games in Kingston Vierter mit der walisischen 4-mal-110-Yards-Stafette. Bei den Europameisterschaften in Budapest erreichte er über 100 Meter das Halbfinale und wurde mit der britischen 4-mal-100-Meter-Stafette Fünfter.
Bei den Olympischen Spielen 1968 in Mexiko-Stadt gelangte er über 100 Meter ins Viertelfinale und erreicht im 4-mal-100-Meter-Staffelwettkampf das Halbfinale. 1969 schied er bei den Europameisterschaften in Athen über 100 Meter im Halbfinale aus und wurde Englischer Meister über 100 Meter. 1970 gelang ihm bei den British Commonwealth Games in Edinburgh der Einzug ins Viertelfinale und kurze Zeit später stellte er einen walisischen Rekord über 100 Meter auf, welcher erst 1990 von Colin Jackson eingestellt wurde.
1976 wurde Jones Geschäftsführer beim englischen Fußballverein Queens Park Rangers, nachdem er zuvor neun Jahre als Trainerberater des Clubs tätig war. 1980 kehrte er nach Wales zurück und wurde dort Geschäftsführer von Cardiff City. Nach acht Jahren in Cardiff zog es Jones zum FC Portsmouth, wo er als Manager agierte.
2001 wurde er zum Member of the British Empire ernannt.

## Persönliche Bestzeiten
- 100 m: 10,42 s, 13. Oktober 1968, Mexiko-Stadt
- 200 m: 21,45 s, 1963